# Paul Verhoeven (director de cine alemán)
Paul Verhoeven (Unna, Westfalia, 23 de junio de 1901-Múnich, 22 de marzo de 1975) fue un actor, guionista y director de cine y teatro alemán. Es el fundador de la dinastía de actores Verhoeven.

## Trayectoria
Actuó, dirigió y escribió el guion de más de 50 películas, la primera fue Das kleine Hofkonzert en 1935. Durante el nazismo filmó comedias y no fue molestado por las autoridades. Desde 1945 hasta 1948 fue director artístico del grupo Teatro de la Residencia en Múnich.
Verhoeven estuvo casado con la actriz Doris Kiesow, con quien tuvo tres hijos: Lis Verhoeven, actriz y primera esposa de Mario Adorf (ambos padres de Stella Adorf); Michael Verhoeven, director que se casó con la actriz Senta Berger cuyos hijos Luca y Simon Verhoeven también se dedican al cine; y Monika Verhoeven. De su relación con la actriz Edith Schultze-Westrum tuvo a su hijo Thomas Schultze-Westrum, realizador de documentales sobre animales.
Verhoeven murió en escena en 1975 en Múnich, mientras recitaba la elegía para la legendaria actriz Therese Giehse, fallecida dos semanas antes.

## Filmografía seleccionada
- 1936 – Der Kaiser von Kalifornien (actor)
- 1936 – Das Hofkonzert
- 1949 – Du bist nicht allein (director)
- 1950 – Das kalte Herz (director)
- 1951 – Heidelberger Romanze (director)
- 1952 – Das kann jedem passieren (director)
- 1953 – Vergiß die Liebe nicht (director)
- 1954 – Hoheit lassen bitten (director, actor, guion)
- 1954 – Eine Frau von heute (director, actor)
- 1954 – Ewiger Walzer
- 1956 – Die goldene Brücke (director)
- 1959 – Der Jugendrichter (director)
- 1961 – Ihr schönster Tag (director)
- 1967 – Paarungen (actor; director: Michael Verhoeven)
- 1968 – Ein Mann namens Harry Brent
- 1973 – Oh, Jonathan – oh, Jonathan

## Premios y distinciones
Festival Internacional de Cine de Venecia
| Año  | Categoría            | Película           | Resultado |
| ---- | -------------------- | ------------------ | --------- |
| 1942 | Premio de la Bienale | Der große Schatten | Ganador   |